# Sungai Bulaka
Sungai Bulaka är ett vattendrag i Indonesien. Det ligger i den östra delen av landet, 3 600 km öster om huvudstaden Jakarta.